# Beltinci (cidade)
Beltinci é uma cidade da Eslovênia que funciona como centro administrativo do município homônimo. Possuía uma população estimada de 2 430 habitantes em 2020.